# Oxalate de calcium
L'oxalate de calcium est un cristal ionique insoluble dans l'eau, de formule Ca(COO)2 ou CaC2O4, composé d'un ion calcium Ca2+ et d'un ion oxalate −OOC-COO−, dérivé de l'acide oxalique. 
70 à 80 % du contenu de la plupart des calculs rénaux sont composés d'oxalate de calcium dihydraté (calculs plutôt jaunes avec de petites aspérités) ou monohydraté (calculs plutôt noirs). 

## Sources, présence
On le rencontre dans les minéraux : 
- whewellite (monohydrate),
- weddellite (dihydrate),
- caoxite (trihydrate),

On le rencontre aussi dans les biofilms où il se forme sous l'action des champignons qui sécrètent l'acide oxalique et de la carbonatogénèse bactérienne.
Il est présent aussi chez certaines plantes calcicoles qui tolèrent le calcium toxique grâce aux hyphes mycéliens rejetant activement vers l'extérieur les ions Ca2+ ou secrétant de l'acide oxalique qui les immobilise sous forme de cristaux d'oxalate de calcium qui précipitent sur les parois des hyphes, dans les vacuoles ou dans les idioblastes où ils peuvent prendre la forme de spicules ou raphides, ce qui occasionne de sévères irritations des muqueuses aux herbivores qui tenteraient d’en manger, :
- bulbes de la famille des liliacées (occasionnant des dermatites à ceux qui manipulent ces bulbes en grande quantité),
- vacuoles chez des Asparagacées (asperges)
- baies d'arbouse ou de Myrica,
- aracées (tubercules et feuilles crus de Taro - Colocasia esculenta),
- sève de jonquille,
- lentilles d'eau (lemna minor),
- feuilles de la rhubarbe (qui en contient à des doses toxiques),
- Jussie rampante (plante introduite en Europe, devenue invasive),
- yucca[8],
- oseille,
- Carambole,
- Iroko,
- bois du Ginkgo biloba.

On le rencontre également dans de nombreuses sources alimentaires : chocolat, fruits secs, épinards, oseille, thé.